# デジタルキュレーションセンター
デジタルキュレーションセンター (Digital Curation Centre: DCC) は、デジタル保存およびデジタルキュレーションに関する広範な課題を解決するために設立された組織で、英国内の高等教育機関を対象として、研究・開発・助言・支援サービスを行っている。
DCCは設立以来、デジタル保存の領域において活発な活動を展開してきた。他機関との協力のもと、DCCはデジタル保存およびデジタルキュレーションの諸課題に対応するツールを作成・開発してきた。たとえば、データキュレーションのライフサイクルモデル、デジタルリポジトリのリスク評価、諸組織が自身らの研究データコレクションを理解する際に役立つインタビュープロトコルなどがあげられる。

## 目的
DCC設立当初の呼びかけ文では、その機能は次のように説明されていた。
“......デジタルアーカイビング、デジタル保存、デジタル資源管理のプロセスにおけるキュレーションの諸問題および専門知識について、全国的な視野で研究に取り組むこと......当センターの成果を利用する人たちのニーズに特に重点が置かれることになる。”
英国の科学者・研究者・学者らは、デジタル化したり、デジタルコンテンツやデジタル情報に対価を支払ったりすることで、ますます膨大な量のデジタルデータを生成している。デジタル形式で作成された科学的記録や記録遺産は、デジタルオブソレッセンス（デジタル記録の旧式化）、デジタルメディアが脆弱であること、適切な措置が施されにくい傾向にあること、といったリスクに晒されている。

## 活動
DCCは他の実務家らと協力しながら、そうしたデータを保管・管理・保存する活動を発展させ、データの長期利用を保証できるように、英国の諸機関を支援している。DCCはまた、デジタルキュレーションの諸問題について、全国的な視野で研究に取り組んでおり、デジタル形式のあらゆる研究成果物を管理するために必要な専門知識やすぐれた実践例を国内外に広める活動を展開している。
DCCでは、デジタルキュレーションのライフサイクル全般に役立つ、DCCとその他機関により開発されたツールに関する情報を提供している。諸々のツールの使い方やデジタルキュレーションの他の側面に関するトレーニングプログラムも提供している。オンラインツールのなかには、研究データの作成・管理を支援するためのデータ管理計画策定ツールが含まれる。DCCが開発した別のツールとしてDCC キュレーションライフサイクルモデルがあり、これは、デジタルオブジェクトのキュレーションと保存に必要な諸段階・活動を図示化したものである。
DCCでは、その使命をできるだけ具体化できるように数多くのイベントが定期的に開催されている。国際デジタルキュレーション会議は、デジタルキュレーションの研究活動や実践報告の場として機能している。研究データ管理フォーラムでは、政府、出版社、研究者、研究助成団体を含む幅広い背景をもつ実務者らが集い、共通の関心事について議論が交わされている。DCCによるサービス内容を英国内の大学に伝えることを目的として、データ管理ロードショーというイベントも実施されてきた。

## 開発

### キュレーションのライフサイクルモデル
DCCにより開発されたキュレーションライフサイクルモデル はまず2007年に公表されたのち、2008年に最終化された。これはデジタルキュレーションのプロセスを包括的に説明する図で、アーカイブおよび保存のプロセスは、この全体的なデジタルキュレーションというプロセスのうちのあくまで一部にすぎない。このモデルはさまざまなキュレーション活動を包含している。ライフサイクル全体を通じた活動には、記述・表現情報、保存計画、コミュニティの監視と参加、キュレーションと保存が含まれる。順次的な活動には、概念化、作成ないし受領、評価・選択、受入、保存活動、保管、アクセス、利用、再利用、変換が含まれる。さらに、不定期的な活動には、廃棄、再評価、マイグレーションが含まれる。
ライフサイクル全体を通じた活動とは、デジタルオブジェクトないしデータベースのライフサイクルおよびキュレーションプロセスの各段階に関連して繰り返し行われる活動のことを指す。こうした活動は、デジタルオブジェクトを表現するためには質の高いメタデータを作成する必要があること、キュレーションのプロセス全体を通じて対象オブジェクトをどのように保存するか計画しておくことが重要になること、新たな標準に適応するためには対象コミュニティと協力して取り組む必要があること、デジタルオブジェクトのキュレーションおよび保存活動を管理するためにはあらかじめ定められた手順に従うことになること、を意味している。
順次的な活動は、ライフサイクル全体を通じた活動とは異なり、デジタルオブジェクトのキュレーションライフサイクルの一部として、特定の順序で発生するものである。これらの諸段階は常に順番に行われることになるが、対象オブジェクトのキュレーションが優先され続ける限り、無期限に繰り返されることになる。
廃棄・再評価・マイグレーションを含む不定期的な活動とは、それが対象オブジェクトのライフサイクルに関する特定の基準が満たされた場合にのみ実行される活動であることを意味している。たとえばあるオブジェクトについて、特定機関のキュレーション方針に準拠しているものかどうかが評価される際（これはデジタルオブジェクトのキュレーションライフサイクルにおいて常に発生する順次的な活動である）、あるいは（もっと直截的に表現すると）特定機関のキュレーション方針に準拠していないかどうかが評価される際、そのオブジェクトは廃棄ないし評価し直される可能性がある。いずれの活動もライフサイクルでは不定期に生じるものである。
DCCキュレーションライフサイクルモデルは、デジタルキュレーションのプロセスにおける3つの主要な参加者（データの作成者、データのアーキビスト、データの再利用者）に特に関連が深い。このモデルでは、キュレーション実践を成功させて持続可能なものとするためにはメタデータなどのデータを作成することが重要となることが強調されている。これはデータの作成者と関連する。データアーキビストは、キュレーション活動を抜かりなく行うために必要なプロセスがまとめられている点に、このモデルの有用性を見出すだろう。最後に、このモデルは前述の諸段階をまとめているものであるから、データキュレーションを成功させ、その結果、将来、データにアクセスして、そのデータを再利用できるようになる可能性を高めうる。

### リスク評価にもとづくデジタルリポジトリ監査法
リスク評価にもとづくデジタルリポジトリ監査法 (Digital Repository Audit Method Based on Risk Assessment: DRAMBORA) は、DCCと DigitalPreservationEurope が共同開発したものである。これは2007年に発表されたツールで、デジタルリポジトリが自組織とそこで行われている諸々の保存活動を自己評価するために利用できる。このツールは、あらゆるデジタルリポジトリの認証標準となることを目指してつくられた。DRAMBORAは、特定機関が一連の基準に準拠しているかどうかを確認する際のチェックリストとして機能する。DRAMBORAの手法にもとづき実施される自己評価は、デジタルリポジトリの信頼性に影響を及ぼしかねない弱点を洗い出すためになされる。

### データ資産フレームワーク
データ資産フレームワーク (Data Asset Framework: DAF) は、グラスゴー大学の HATII (Humanities Advanced Technology and Information Institute) が DCC と共同で開発したデータ監査手法である（もともとは Data Audit Framework）。DAFは、増加する研究データコレクションをよりよく理解するために教育機関により利用されるインタビュープロトコルである。このツールにより、諸機関はデータをより効率的に管理できるようになる。こうした監査にもとづき、諸機関は自組織のデータコレクションを評価できるようになるとともに、現状を判断し、次の5つの重要な問いを通じてそのデータの価値を測定することができるようになる。
1.    どのようなデータ資産が現状存在しているのか？
2.    そうした資産はどこにあるのか？
3.    それら資産はこれまでどのように管理されてきたのか？
4.    それら資産のうちどれを長期的に維持管理していく必要があるのか？
5.    現行のデータ管理において、そうした資産がリスクにさらされていることはないか？
このような監査を通じて、データ資産の包括的な登録リストが編集されることになり、そのリストを用いて当該機関は自組織の資産管理状況を改善できるようになる。DAFの狙いは、データ管理に関する認識を機関内で高めることにある。データ資産を監査することで、その機関が有するデジタルコレクションをより深く理解し、より効率的にデータを組織化・構造化することが可能になる。また、データに対する責任の所在を明確にするとともに、将来的に資産が消失してしまう可能性を最小限に抑えつつ、アクセス機会の向上を図ることもできる。DAFの目標は、図書館による研究データ管理の標準を策定し、業界全体で活用できるようにすることである。

## 歴史

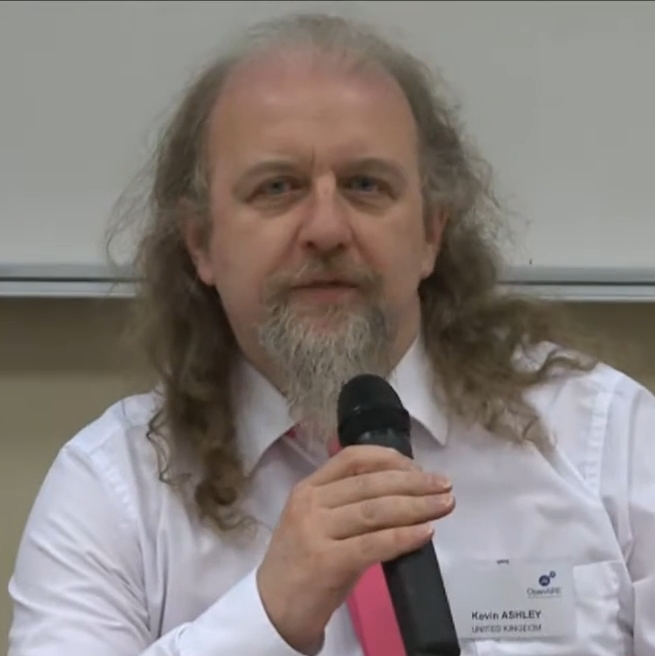
ケビン・アシュレイ（DCC所長 [2010年〜]）

Jiscは、デジタル保存の領域で複数のプロジェクトに資金を提供してきたのち、2002年にデジタルキュレーションセンターの設立を決定した。当時Jiscのデジタル保存担当責任者であったニール・ビーグリー氏は、そうした課題のなかには単なる資料保存以上の対応が必要なものが多々あることを認識していた。「デジタルキュレーション」は、デジタル資料のより積極的な長期管理を意味する造語である。2003年7月にセンターを運営する機関を募集する最初の公募が取り下げられることになったのち、改訂された公募が出された。2004年早期にDCCの設立を予定していたことから募集の〆切りは9月までとされ、必要とされる専門性の幅広さから、複数拠点による共同運営の提案が期待されていた。最終選考に残った提案のなかから、2003年11月に次の落札者が決定した。エディンバラ大学（同大学情報科学部、e-サイエンスセンター、EDINAナショナルデータセンター、AHRC知的財産・技術法研究センター）が主導するこのコンソーシアムには、グラスゴー大学のHATII、バース大学のUKOLN、科学技術施設会議STFCも参加していた。
DCCは2004年の早い時期に活動を開始し、同年11月5日にエディンバラ大学のe-サイエンス研究所で正式に発足した。初代所長はEDINAの責任者であるピーター・バーンヒル氏、二代目は2005年から2010年までクリス・ラスブリッジ氏が務め、現所長はケビン・アシュレイ氏である。
設立から3年にわたる助成ののち、Jiscは続けて2007年から3年間、次いで2010年から2013年の期間も助成を続けた。しかし、e-サイエンスプログラムによる資金提供は、プログラム自体の終了とともに停止されることとなった。DCCは現在、他の幅広い資金源から助成を受けることで研究開発活動を続けている。